# HTC Accord
HTC Accord là một trong 3 smartphone đầu tiên của HTC hoạt động trên nền tảng của windows phone 8, phát hành năm 2012. Bên cạnh Accord thì HTC còn dự kiến tung ra 2 mẫu có kích thước nhỏ hơn và giá thành thấp hơn cũng hoạt động trên wp8 đó là HTC Rio và HTC Zenith.

## Cấu hình
- Màn hình LCD2 4.3-inch 720p
- Độ phân giải ảnh 8-megapixel, 1080p video.
- The exact silicon is not yet known, but it will be a more capable dual-core processor of the Snapdragon S4 breed with 1GB of RAM. Additionally, you get NFC and 42Mbps HSPA+.